# Майка (Абатський район)
Ма́йка (рос. Майка) — селище у складі Абатського району Тюменської області, Росія.
Населення — 45 осіб (2010, 88 у 2002).
Національний склад станом на 2002 рік:
- росіяни — 87 %